# ソリア
ソリア(Soria) は、スペイン・カスティーリャ・イ・レオン州ソリア県のムニシピオ（基礎自治体）。スペイン北部からポルトガルに注ぐドゥエロ川沿いに位置するソリア県の県都。ソリアの人口は38881人（スペイン国立統計局より、2017年調べ）で、県の約43.7%の人口が集中しており、面積は271.8㎢で、人口密度は145.391人/㎢。海抜約1065mで、スペイン国内の県都としては2番目に高い位置にある。
鉄器時代や古代にイベリア半島に存在したケルティベリア人の集落跡があるが、歴史的にソリアの存在が示され始めるのは1109年から1114年にかけてアラゴン王アルフォンソ1世によってアラゴン王国の人々が入植したことからである。カスティーリャ王国、ナバラ王国、アラゴン王国の領土争いにおいて戦略的に重要な地域であったソリアだが、アルフォンソ7世の治世である1134年にカスティーリャの一部となることが決定した。その後、カスティーリャ王アルフォンソ8世はソリアで生まれ、アルフォンソ10世は神聖ローマ帝国の王位継承の申し出を受けた際に、ソリアに宮廷を設立したほか、マヨルカ王国を名乗ったジャウメ4世が死亡した地もソリア、カスティーリャ王フアン1世の結婚式が行われた地など、カスティーリャ王国の領土としても大事な地域であった。中世後期、国境に接することや、牧畜業の支配により繁栄したソリアは、その後数世紀にわたってゆっくりと衰退していった。半島戦争では大きな被害を受けた。
中世の城壁、ルネサンス様式の宮殿、ロマネスク様式の教会など、重要な建築遺産が残っており、ヌマンシア博物館（街の数キロ郊外にはヌマンシアの遺跡があり、そこの出土品などが展示されている。）がある。ちなみにソリアのサッカーチームCDヌマンシアは、このヌマンシアという名前に由来しており、スペインリーグであるリーガ・エスパニョーラに参加したチームが本拠を持つムニシピオの中では、ソリアは最も小さいムニシピオの一つとなっている。
現在、人口38881人のソリアは、カスティーリャ・イ・レオン州の県都としては最も人口が少なく、スペインではテルエルに次いで2番目に人口が少ない。ソリアの経済で特に重要なのは農業・食品産業であり、文化遺産に魅了される観光客も増えている。特にそれを表す例として、ソリアは、ユネスコが人類の無形文化遺産の代表リストに地中海料理を含める際に、良い例として言及していることがある。

## 歴史
- サント・ドミンゴ教会 - ロマネスク様式。
- サン・ペドロ教会 - ゴシック様式。
- サン・ファン・デ・ドゥエロ修道院 - アラブ建築の影響が残る。

## スポーツ
- CDヌマンシア - ソリアに本拠を置くサッカークラブ。

## 姉妹都市
- コリウール、フランス

## 出身者
- アントニオ・マチャード - 詩人。